# Richard von Cornwall

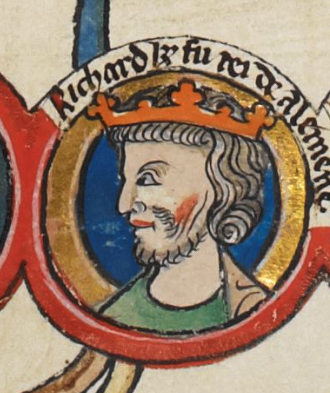
Darstellung König Richards aus dem 13. Jahrhundert

Wappen Richards als römisch-deutscher König

Richard von Cornwall, auch Richard von Cornwallis, (* 5. Januar 1209 in Winchester; † 2. April 1272 in Berkhamsted Castle) war Earl of Cornwall, Graf von Poitou und ab 1257 römisch-deutscher König. Er entstammte der anglonormannischen Königsfamilie der Plantagenets und wurde durch die Gunst seines Bruders König Heinrichs III. zum reichsten Grundbesitzer Englands. Nach anfänglichen Streitereien wurde Richard einer der wichtigsten Unterstützer der Herrschaft seines Bruders, dem er auch in dessen Konflikt mit der Adelsopposition, dem Zweiten Krieg der Barone, loyal diente. Sein eigener Ehrgeiz zeigte sich 1257, als er sich während des Interregnums zum römisch-deutschen König wählen ließ. Trotz mehrerer Besuche im Heiligen Römischen Reich konnte er aber seine Herrschaft nicht durchsetzen.

## Herkunft und Kindheit
Richard war der zweite Sohn des englischen Königs Johann Ohneland und dessen zweiter Frau Isabella von Angoulême. Benannt wurde er nach seinem Onkel Richard Löwenherz, der vor seinem Vater Johann englischer König gewesen war. Als Kleinkind wuchs Richard zunächst im Haushalt seiner Mutter in Marlborough Castle auf. 1213 nahm ihn sein Vater mit auf eine Reise nach Nordengland und 1214 auf den vergeblichen Feldzug ins französische Poitou. Als 1215 eine Adelsopposition offen gegen den König rebellierte, wurde Richard im April nach Corfe Castle in die Obhut von Peter de Maulay gebracht. Seine Erziehung übernahm Roger of Acaster, der vermutlich aus Mulgrave, einer Herrschaft von Maulay in Yorkshire stammte. Als Richard erwachsen war, schenkte er Roger Grundbesitz in Cornwall. Im Oktober 1216 starb Richards Vater, worauf Richards älterer Bruder als Heinrich III. neuer König wurde. Jedoch war auch Heinrich noch minderjährig, weshalb ein Regentschaftsrat für ihn die Regierung übernahm. Wenige Monate später kehrte Richards Mutter Isabella in ihre französische Heimat zurück, wo sie 1220 in zweiter Ehe den französischen Grafen Hugo X. von Lusignan heiratete. Richard blieb in Maulays Obhut, bis er im Mai 1220 zur erneuten Krönung seines Bruders nach London gebracht wurde. Zum Unmut von Maulay wurde er danach nicht wieder in dessen Obhut übergeben, sondern blieb am Königshof.

## Beginn des Aufbaus eines eigenen Grundbesitzes und Feldzug nach Frankreich
1221 wurde Richard die Honour von Eye in Suffolk übergeben. Als 1223 der schottische König Alexander II. zum neuen Schrein von Thomas Becket nach Canterbury pilgerte, begleitete der junge Richard ihn dorthin. Kurz nach seinem 16. Geburtstag wurde Richard am 2. Februar 1225 von seinem Bruder in Westminster zum Ritter geschlagen, und wenige Tage später übergab Heinrich ihm die Verwaltung von Cornwall. Im März 1225 wurde er während des Französisch-Englischen Kriegs offiziell zum Kommandanten eines englischen Expeditionsheeres ernannt, das die von Frankreich eroberten englischen Besitzungen in Südwestfrankreich zurückerobern sollte. Die tatsächliche Führung der Armee lag bei dem erfahrenen William  Longespée, einem Onkel Richards, und bei Philip d’Aubigny. Der Feldzug konnte erfolgreich die englische Herrschaft in der Gascogne festigen, doch obwohl Richard ab August 1225 auch als Graf von Poitou bezeichnet wurde, konnte diese Region nicht für England zurückgewonnen werden. Die Behauptung des Chronisten Matthew Paris, dass Heinrich III. seinem Bruder die Herrschaft in der gesamten Gascogne übertragen hätte, ist höchst unwahrscheinlich. Die Verhandlungen über eine Heirat Richards mit einer Tochter von König Alfons IX. von León wurden schließlich auf Anweisung des englischen Regentschaftsrats abgebrochen. Nach der Rückkehr des erfahrenen Feldherrn William Longespée nach England im Oktober 1225 konnten die verbliebenen englischen Truppen nur noch wenige Erfolge erreichen. Als im November 1226 jedoch der französische König Ludwig VIII. starb und nur einen minderjährigen Erben hinterließ, überlegte eine Reihe französischer Adliger, sich wieder der Herrschaft des englischen Königs zu unterwerfen. Im Februar 1227 versuchte Richard in Thouars deshalb vergeblich, ein Bündnis mit den nordfranzösischen Grafen Theobald IV. von der Champagne und Heinrich II. von Bar zu schließen. Die Verhandlungen blieben jedoch erfolglos, und im April 1227 kehrte Richard schließlich nach über zwei Jahren Aufenthalt in Frankreich nach England zurück.

## Erste Revolte gegen seinen Bruder

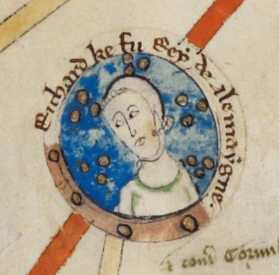
Richard von Cornwall. Buchmalerei aus dem 13. Jahrhundert

In England begann zur Zeit von Richards Rückkehr aus Frankreich sein Bruder Heinrich III. nach einer langen Minderjährigkeitsregierung endlich selbst die Herrschaft auszuüben. Am 30. Mai 1227 erhob er Richard offiziell zum Earl of Cornwall und übergab ihm seine Besitzungen, die er zuvor nur zur zeitweiligen Verwaltung erhalten hatte, als erbliches Lehen. Im Juli 1227 versuchte Richard umgehend Waleran the German, einen ehemaligen Söldner im Dienst des Königs und Gefolgsmann seiner Mutter, von einem Gut zu vertreiben, das zum Earldom Cornwall gehörte. Waleran beschwerte sich umgehend beim König, der darauf Richard befahl, das Gut an Waleran zurückzugeben. Der erboste Richard verließ daraufhin den Königshof und verbündete sich in Reading mit seinem Schwager William Marshal, 2. Earl of Pembroke gegen den König. Diesem Bündnis schlossen sich wenig später die Earls von Chester, Gloucester, Warenne, Hereford, Derby und Warwick an. Die Rebellen versammelten sich mit ihrem bewaffneten Gefolge in Stamford, von wo sie ihre Forderungen an den König und an Hubert de Burgh, den königlichen Justiciar sandten. Ihre Hauptbeschwerden richteten sich gegen die Überprüfung und Korrektur der Grenzen der königlichen Forste, dazu verlangten sie die Begrenzung des Einflusses des mächtigen de Burgh. Richard selbst lag mit dem Justiciar wegen der Honour von Berkhamstead in Streit, die er im Juli 1227 an de Burghs Neffen Raymond übergeben musste. Erst nachdem der König seinem Bruder sicheres Geleit zugesagt hatte, reiste Richard um den 11. August 1227 zu Verhandlungen nach Northampton. Dort sicherte ihm der König Ländereien zu, die bislang zum Wittum ihrer Mutter gehört hatten. Dazu sollte Richard Ländereien erhalten, die von den Baronen von Saint-Valéry-sur-Somme beschlagnahmt worden waren, darunter die Honour von Beckley in Oxfordshire. Nach diesen Versprechen söhnte sich Richard mit seinem Bruder aus, worauf die Adelsrevolte rasch zusammenbrach.

## Teilnahme am Frankreichfeldzug von 1230
Nach der Revolte gegen seinen Bruder kümmerte sich Richard zunächst vor allem um die Verwaltung seines wachsenden Grundbesitzes. Im November 1229 übergab ihm Heinrich III. die Verwaltung der reichen Honour von Wallingford, und um dieselbe Zeit wurde ihm auch wieder die Verwaltung von Berkhamstead übergeben. Als Richard 1230 offiziell volljährig wurde, wurde ihm der Besitz der Honour von Eye bestätigt, dazu erhielt er 1000 Mark und wurde zum Vormund der Erben von Theobald de Botiller und zum Verwalter von dessen Besitzungen in England und Irland ernannt. Im Mai 1230 nahm er am Feldzug Heinrichs III. nach Frankreich teil, von dem Richard sich vergeblich die Wiederherstellung seiner Herrschaft im Poitou erhoffte. Nach dem militärischen Scheitern des Feldzugs diente er als Unterhändler beim Abschluss eines neuen Waffenstillstands mit Frankreich und bei den Verhandlungen zur Verlängerung des Bündnisses mit Peter Mauclerc, dem Herzog der Bretagne. Wie sein Bruder erkrankte er dann in Redon und kehrte schließlich im Oktober 1230 nach England zurück. Für das Scheitern des Feldzugs machte er den Justiciar Hubert de Burgh verantwortlich, der vor Kämpfen mit den Franzosen im Poitou oder in der Normandie abgeraten hatte.

## Bündnis mit der Familie Marshal

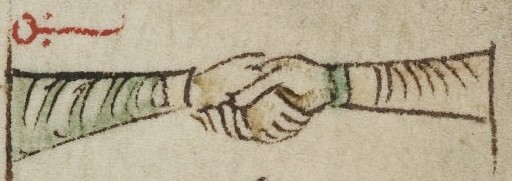
Symbolische Darstellung der Heirat von Richard mit Isabel Marshal. Buchmalerei aus dem 13. Jahrhundert

Am 30. März 1231 heiratete Richard die fast neun Jahre ältere Isabel, eine Schwester des bereits mit ihm verschwägerten William Marshal, 2. Earl of Pembroke und Witwe von Gilbert de Clare, 1. Earl of Gloucester. Die Heirat fand in Fawley bei Henley, einem Gut der Marshals in Oxfordshire statt. Durch die Heirat kam es zum vorübergehenden Bruch mit seinem Bruder, denn durch die Heirat verbündete sich der mächtige Richard mit dem ebenfalls mächtigen Magnaten Pembroke, der in Opposition zum König und zum Justiciar stand. Bereits wenige Wochen später starb jedoch der Earl of Pembroke überraschend. Sein Erbe wurde sein jüngerer Bruder Richard Marshal, ein bisheriger Vasall des französischen Königs. Dieser war als Gefolgsmann eines verfeindeten Königs als Erbe zunächst umstritten. Nach dem Tod von Pembroke hatte Richard von Cornwall zunächst die Verwaltung der Besitzungen des verstorbenen William de Briouze in England und Irland, die bislang Pembroke verwaltet hatte, übernommen. Heinrich III. verdächtigte ihn jedoch, die Erbfolge von Richard Marshal zu unterstützen, worauf er ihm Anfang Mai 1231 die Verwaltung der Honour von Wallingford und von Wallingford Castle entzog. Dazu übernahm am 20. Mai 1231 Hubert de Burgh die Verwaltung der Briouze-Besitzungen. Angesichts des Verlusts dieser Besitzungen war Richard wie 1227 erneut bereit zur Rebellion, doch söhnte er sich wieder rasch mit seinem Bruder aus. Während eines Feldzugs nach Wales bestätigte ihm der König am 10. August 1231 in Painscastle seine Herrschaft über Cornwall, Wallingford, Eye und Beckley als erbliche Lehen. Dazu erkannte der König Richard Marshal als Earl of Pembroke und als Erben von William Marshal an, und auch der aus Frankreich stammende Simon de Montfort wurde als Erbe des Earl of Leicester anerkannt. Richard war es damit gelungen, seine Stellung auszubauen. Durch seine Heirat hatte er zudem seinen Anspruch als Thronfolger gefestigt, da der König noch unverheiratet war. Diese Stellung wurde durch die Geburt eines Sohns im Januar 1232 weiter gefestigt. Trotz des schlechten Ansehens seines Vaters benannte Richard den Sohn nach seinem Vater John.

## Anfänglicher Unterstützer der Regierung von Peter des Roches
Nach dem Scheitern des Feldzugs nach Wales verlor der Justiciar Hubert de Burgh weiter die Gunst des Königs. Stattdessen stiegen zunehmend de Burghs Rivale Peter des Roches und dessen Neffe Peter de Rivallis zu führenden Ratgebern des Königs auf. Richard hatte bislang gute Kontakte zu des Roches gehabt. Peter de Maulay, in dessen Haushalt er aufgewachsen war, war ein enger Verbündeter von des Roches, und als Richard 1227 kurzzeitig gegen den König rebelliert hatte, hatte er Unterstützung von den Vögten von des Roches erhalten. Wie die aus Frankreich stammenden des Roches, Richard Marshal, Maulay und Simon de Montfort hatte Richard als nomineller Graf von Poitou erhebliches Interesse an einer aggressiven Politik gegenüber Frankreich, was Hubert de Burgh entschieden abgelehnt hatte. Als de Burgh im Sommer 1232 endgültig gestürzt wurde und eine von des Roches dominierte Regierung die Macht übernahm, stellte sich Richard offen auf die Seite der neuen Machthaber. Er nahm Mitte September 1232 an den Beratungen teil, bei denen diskutiert wurde, ob de Burgh sich für seine Regierung vor Gericht verantworten sollte. Schließlich wurde dieser ohne Verurteilung in Devizes in strenges Gewahrsam genommen, und Richard gehörte zu den vier Earls, die für seine Bewachung verantwortlich waren. Um dieselbe Zeit wurde Richard erlaubt, die Verwaltung der Mitgift seiner Frau Isabella zu übernehmen, die vermutlich zuvor von de Burgh als Verwalter der Honour von Gloucester ausgeübt worden war. Anscheinend schenkte er Peter de Rivallis, dem führenden Beamten der neuen Regierung, Ländereien in Cornwall. Am 10. November 1232 beschloss die Regierung jedoch, dass im Januar 1233 erstmals nach über 30 Jahren Richter des Königs Cornwall bereisen und dort Klagen und Beschwerden anhören sollten. Diese Gerichtsreise war ein wesentlicher Eingriff in die halbautonome Herrschaft Richards in Südwestengland. Zwar wurde die Gerichtsreise zwei Wochen später auf April des Jahres verschoben, doch das Zerwürfnis zwischen Richard und der Regierung von des Roches vergrößerte sich weiter. Die Regierung verweigerte ihm nämlich die einträgliche Vormundschaft über seinen Stiefsohn, den jungen Richard de Clare, der stattdessen unter die Vormundschaft von Peter des Roches kam. Im Frühjahr 1233 kam es zur offenen Krise, als die zunehmend tyrannisch agierende Regierung willkürlich das Gut von Upavon beschlagnahmte, das kurz zuvor einem Vasallen von Richard Marshal zugesprochen worden war. Die Regierung vergab es an Peter de Maulay, der bereits zur Zeit von König Johann das Gut besessen hatte.

## Rolle während der Rebellion von Richard Marshal
Im Frühjahr 1233 stellte sich Richard von Cornwall nun offenbar gegen die Regierung. Im März 1233 vertrieb er ohne das Einverständnis des Königs zusammen mit Richard Marshal in einem kurzen Feldzug den walisischen Lord der Herrschaft Radnor in den Welsh Marches. Mit dieser Aktion schützte er nicht nur die Besitzungen der Familie Briouze, die sich in seiner Verwaltung befanden, vor walisischen Angriffen. Er brachte damit auch seine Verärgerung über die Regierung zum Ausdruck, denn der Angriff auf Radnor machte einen Waffenstillstand im Krieg mit den walisischen Fürsten nahezu unmöglich. Im April 1233 führte die Regierung die angekündigte Gerichtsreise in Cornwall durch, bei der die königlichen Richter hohe Strafgelder erhoben. Dies sorgte beim Landadel und in der Bevölkerung für erhebliche Unruhe. Richard selbst blieb bis 1233 dem Königshof fern. Erst als die Regierung ihm verschiedene Zugeständnisse machte und ihm unter anderem die in Cornwall erhobenen Strafgelder zusprach, kehrte er an den Königshof zurück. Als Richard Marshal im August 1233 zum Königshof reisen wollte, um dort eine Einigung im Streit mit der Regierung zu erzielen, soll ihn seine Schwester Isabella, die Frau von Richard von Cornwall, gewarnt haben, dass er verhaftet werden solle. Nach dem Chronisten Roger von Wendover soll des Roches Richard von Cornwall gebeten haben, Richard Marshal nicht weiter zu unterstützen. Dafür verzichtete des Roches auf die Verwaltung des Earldom Devon einschließlich Christchurch und Carisbrooke Castle, die Richard zugesprochen wurde. Diese Einigung betrachteten Marshal und seine Anhänger offenbar als Verrat. Als sie im August 1233 eine offene Rebellion begannen, war das von Richard verwaltete Hay Castle in Wales ihr erstes Angriffsziel. Während des folgenden Winters unternahmen die Anhänger Marshals von Wales aus Überfälle nach England, bei denen gezielt Güter von Richard geplündert und niedergebrannt wurden. Dabei brannte Richard Siward im Dezember 1233 auch Beckley in Oxfordshire, den Lieblingswohnsitz von Richard nieder. Richard selbst blieb während dieser Zeit wieder dem Königshof fern. Nur am 14. März 1234 kam er zum Königshof, als ihm das von Hubert de Burgh beschlagnahmte Gut von Haughley in Suffolk als ewiges Lehen übergeben wurde. Am 2. April nahm er in Canterbury an der Weihe von Erzbischof Edmund teil. Bei dieser Zeremonie zeigten die meisten Bischöfe deutlich ihre Opposition gegenüber des Roches, der Bischof von Winchester war, was wesentlich mit zum Sturz von des Roches und seiner Anhänger beitrug. Von den Besitzungen von des Roches und dessen Anhängern erhielt Richard von Cornwall im Lauf der nächsten Jahre die Honour von Knaresborough in Yorkshire und die Verwaltung des gesamten Besitzes der Briouzes in Sussex und in den Welsh Marches. Diese Verwaltung kaufte ihm schließlich Gilbert Marshal, der Erbe des während seiner Rebellion getöteten Richard Marshal für 3000 Mark ab. Dazu wurde Richards Besitz von Haughley und Kirton, die zuvor de Burgh gehört hatten, vom König bestätigt. Damit hatte Richard von Cornwall vom Sturz des Roches erheblich profitiert. Die ehemaligen Unterstützer von Richard Marshal warfen ihm jedoch weiterhin vor, ein falsches Spiel gespielt zu haben, was noch mindestens für zwei Jahre nach der Rebellion zu Spannungen am Königshof führte. Aus Rache setzte Richard 1236 durch, dass der ehemalige Rebell Richard Siward, der Beckley niedergebrannt hatte, vom Königshof verbannt wurde.

## Richards Kreuzzug

### Vorbereitung und mehrmalige Verzögerung des Kreuzzugs
Richard war nun zweifelsfrei der reichste Magnat Englands. Sein Reichtum und sein Ehrgeiz führten dazu, dass Kaiser Friedrich II., der Richards Schwester Isabella geheiratet hatte, ihm Anfang 1236 vorschlug, sich einem anti-französischen Bündnis anzuschließen. Sowohl König Heinrich III. wie auch die überwiegende Mehrheit der Barone lehnten diesen Vorschlag entschieden ab. Im Juni 1236 legte Richard in Winchester ein Kreuzzugsgelübde ab und begann, das benötigte Geld für den Kriegszug ins Heilige Land zu sammeln. Dazu erzwang er im Januar 1237 von den englischen Juden eine Abgabe von 3000 Mark. Sein Aufbruch verzögerte sich jedoch, als im Februar 1237 Briefe von Papst Gregor IX. an Richard, Simon de Montfort und William Longespée of Salisbury England erreichten. In diesen Briefen warnte der Papst die Kreuzfahrer, dass ihre Abreise die Sicherheit von England gefährden würde und dass sie deshalb ohne ausdrückliche Erlaubnis des Königs nicht zum Kreuzzug aufbrechen dürften. Deshalb gilt es als sicher, dass der Papst diese Briefe auf Bitten des Königs geschrieben hatte. Richard war über diese Verzögerung des Kreuzzugs verärgert. Dazu kam sein wachsender Unmut über Wilhelm von Savoyen und andere aus Savoyen stammende Verwandte von Eleonore, der Frau seines Bruders, die zunehmenden Einfluss auf ihn bekamen. Diese Spannungen führten im Januar 1238 zum offenen Streit, als Eleanor, die jüngere Schwester von ihm und von Heinrich III. heimlich den aus Frankreich stammenden Simon de Montfort heiratete. Richard verbündete sich daraufhin rasch mit Gilbert Marshal, 3. Earl of Pembroke und mit Roger de Quincy, 2. Earl of Winchester. Bewaffnet kamen sie mit ihren Vasallen in Kingston zusammen. Richard war erneut zur Rebellion bereit, doch er hoffte wohl vor allem, dass sein Bruder ihm wie bereits 1227 und 1233 erhebliche Zugeständnisse machte. Ende Februar 1238 kam es tatsächlich zur Versöhnung der beiden Brüder. Der König hatte Richard jedoch kaum nennenswerte Zugeständnisse gemacht, denn seine begrenzten finanziellen Mittel wurden zunehmend von seinen Günstlingen beansprucht. Aber auch den unzufriedenen Baronen machte der König nur unverbindliche Reformzusagen. Am 4. März 1238 stand Richard zusammen mit dem König am Totenbett ihrer Schwester Johanna, der Königin von Schottland. Im Mai stellte der König Richard 6000 Mark für die Kosten seines Kreuzzugs zur Verfügung. Papst Gregor IX. erlaubte Richard im April 1238 alle Mittel, die in England für einen Kreuzzug gesammelt worden waren, für seinen Kreuzzug zu verwenden. Allerdings versuchte der Papst wie auch der mit diesem verfeindete Kaiser Friedrich II., Richards Kreuzzug nach Italien umzuleiten, um von ihm in ihrem gegenseitigen Krieg Unterstützung zu erhalten. Nachdem Richard dazu nicht bereit war, versuchte der Papst den Kreuzzug gegen das Lateinische Kaiserreich in Konstantinopel zu lenken. Letztlich verzögerte die Sorge um einen Krieg mit Frankreich Richards Aufbruch weiter. Im Sommer 1239 gehörte Richard zu den Taufpaten von Eduard, dem ältesten Sohn von Heinrich III., an den er seine Stellung als Thronfolger verlor. Dazu versuchte er im Streit zwischen dem König und Gilbert Marshal und Simon de Montfort zu vermitteln. Weihnachten 1239 verbrachte er am Königshof in Winchester, wo er den König überreden konnte, seinem Mündel Baldwin de Revières das Earldom of Devon zu übergeben. Im Januar 1240 starb Richards Frau Isabel im Kindbett, was seinen Aufbruch weiter verzögerte. Im Mai 1240 wurde Richard noch beauftragt, nach dem Tod von Fürst Llywelyn ab Iorwerth über einen Frieden mit dessen Nachfolger und den anderen walisischen Fürsten zu verhandeln. Danach reiste er nach London, wo er am 5. Juni den König mit der Aufsicht über seinen Sohn und Erben Henry betraute.

### Aufbruch zum Kreuzzug und weitgehend kampfloser Aufenthalt im Heiligen Land
Am 10. Juni 1240 schiffte Richard sich zusammen mit William Longespée sowie mit mehreren Dutzend Rittern, darunter seinem ehemaligen Lehrer Peter de Maulay in Dover ein. In Paris wurden sie von König Ludwig IX. empfangen und wurden Zeugen bei der Erneuerung des Waffenstillstands zwischen England und Frankreich. Durch das Tal der Rhône zogen sie nach Südfrankreich. Agenten des Papstes versuchten zu erreichen, dass die Kreuzfahrer sich von Aigues-Mortes anstelle von Marseille einschifften, worauf Richard Robert of Thwing, der bekanntermaßen ein Gegner des Papstes war, als Gesandten nach Rom sandte.
Mitte September brach Richard schließlich doch von Marseille auf und erreichte am 8. Oktober 1240 Akkon. Dort fand er eine verworrene politische Situation vor, da sich die Christen im Heiligen Land uneins waren, ob nun Richards Schwager Kaiser Friedrich II. oder die lokalen Adligen Anspruch auf die Krone von Jerusalem hatten. Dazu waren sie sich uneinig, ob die Kreuzfahrerstaaten ein Bündnis mit den Muslimen von Ägypten oder mit den mit Ägypten verfeindeten Ayyubiden von Damaskus schließen sollten. Richard versuchte, sich aus den internen Machtkämpfen herauszuhalten. Im April 1241 bestätigte er einen mit Sultan as-Salih von Ägypten geschlossenen Waffenstillstand. Als Ergebnis des Waffenstillstands ließen die Ägypter eine Reihe von in der Schlacht von Gaza gefangen genommenen Franzosen frei, darunter Amaury de Montfort, einen Bruder von Simon de Montfort. Damit hatte Richards Kreuzzug einen bedingten Erfolg erzielt. Ohne dass es zu weiteren militärischen Aktionen kam, verließ Richard im Mai Outremer und landete am 1. Juli 1241 in Trapani auf Sizilien.

## Aufenthalt in Italien und Teilnahme am Feldzug ins Poitou
Nach seiner Ankunft in Italien reiste Richard zu seinem Schwager Kaiser Friedrich II. Der Kaiser unterhielt seinen Gast mit einer Reihe von verschwenderischen Festen, und Richard blieb mehrere Monate lang am kaiserlichen Hof. Sein Versuch, den Kaiser und den Papst miteinander zu versöhnen, scheiterte jedoch. Ende 1241 reiste er durch Italien nach Norden. In Cremona wurde ihm ein Elefant gezeigt. Am 7. Januar 1242 erreichte er wieder Dover, wo ihn der König und die Königin willkommen hießen. Anschließend zog er triumphierend in London ein, doch fast sofort danach brach er nach Frankreich auf, um am Feldzug seines Bruders ins Poitou teilzunehmen. Im Streit um die Besitzungen des englischen Königs in Südwestfrankreich wollte der französische König Ludwig IX. seinen Bruder Alfons als Graf von Poitiers einsetzen. Als Titulargraf von Poitou musste Richard diese Herausforderung annehmen, zumal auch seine Mutter Isabella von Angoulême und ihr Mann Hugo X. von Lusignan ein Bündnis mit England gegen Frankreich anstrebten. Weder Heinrich III. noch Richard konnten das in Westminster zusammengekommene Parlament jedoch überzeugen, den Feldzug mit der Bewilligung einer Steuer zu unterstützen.
Das englische Heer erreichte im Mai 1242 die Mündung des Gironde. Heinrich III. führte sein Heer zögerlich und führte zudem halbherzige Verhandlungen mit den Franzosen, ehe er im Juli schließlich in die Grafschaft Angoulême vorrückte. Dabei versäumte er es, die Brücke bei Taillebourg über die Charente ausreichend zu sichern. Das überlegene französische Heer war durch Poitou herangezogen und drohte nun die Engländer von ihren Stützpunkten abzuschneiden. Als sich am 20. Juli 1242 die beiden Heere an den Ufern der Charente gegenüberstanden, machten sich Richard und Hugo X. von Lusignan gegenseitig heftige Vorwürfe. Richard warf Hugo mangelnde militärische Unterstützung vor, während Lusignan seine Frau Isabella, die Mutter von Richard für die Lage verantwortlich machte. In dieser verzweifelten Lage ging Richard ohne Waffen und Rüstung, nur mit einem Pilgerstab über die Brücke von Taillebourg, um mit den Franzosen zu verhandeln. Unter den Franzosen waren mehrere Adlige, die dank Richards Bemühungen im Vorjahr in Outremer freigekommen waren. Schließlich konnte Richard einen 24-stündigen Waffenstillstand erreichen, worauf er die Engländer zur sofortigen Flucht aufforderte. Das englische Heer zog sich nach Saintes und schließlich nach Bordeaux zurück, womit der Feldzug gescheitert war. Entweder kurz vor oder kurz nach dem Debakel in Taillebourg hatte der König eine Urkunde besiegelt, in der er Richard die Gascogne als persönlichen Besitz übergab. Diese Schenkung rief bei Königin Eleonore erbitterten Widerstand hervor, die hoffte, dass einst ihr ältester Sohn Eduard die Gascogne als Apanage erhalten sollte. Der König widerrief nun die Vergabe der Gascogne an Richard, worauf es zwischen den Brüdern zum erbitterten Streit kam. Nach dem Chronisten Matthew Paris wollte der König Richard sogar verhaften lassen, worauf dieser in Bordeaux in das Kirchenasyl des Klosters Sainte-Croix flüchtete. Am 22. August erlaubte schließlich der König, dass Richard nach England zurückkehren dürfe. Nachdem er diese Erlaubnis am 2. September bestätigt hatte, verließ Richard wenige Wochen später die Gascogne, während der König über ein Jahr in Frankreich blieb. Auf seiner Heimreise sank Richards Schiff beinahe in einem Sturm, ehe er am 18. Oktober 1242 die Scilly-Inseln erreichte.

## Zweite Heirat mit Sancha von der Provence
Nach dem Tod von Richards Frau hatten Peter von Savoyen und Bischof Peter D’Aigueblanche, zwei aus Savoyen stammende Verwandte von Königin Eleonore, eine Hochzeit von Richard mit Eleonores jüngerer Schwester Sancha ausgehandelt. Noch während des Feldzugs in Südwestfrankreich wurde Richard im Juli 1242 per Stellvertreter mit Sancha verlobt. Angeblich hatte Richard sogar versucht, von der Gascogne aus in die Provence zu reisen, um seine zukünftige Braut zu sehen. Trotz eines Waffenstillstands hielt er jedoch die Reise durch das verfeindete Frankreich für zu gefährlich. Sancha traf schließlich 1243 in England ein, am 23. November 1243 fand in Westminster Abbey die Trauung mit Richard statt. Heinrich III., der erst im Oktober wieder aus Frankreich zurückgekehrt war, wollte sich offensichtlich mit seinem Bruder aussöhnen. Zwar verlangte er im Dezember 1243 von Richard einen schriftlichen Verzicht auf alle Ansprüche, die dieser auf Besitzungen in der Gascogne oder in Irland hatte, einschließlich eines ausdrücklichen Verzichts auf die Erfüllung der in Saintes ausgestellten Urkunde. Im Gegenzug bestätigte ihm der König den Besitz von Cornwall und der Honours von Wallingford und Eye. Dazu hatte ihm der König zur Hochzeit £ 2000 geschenkt und ihm die Zahlung von weiteren 1000 Mark jährlich versprochen. Die Heirat mit Sancha verbesserte Richards Beziehungen zu seiner Schwägerin Eleonore, der Königin, und zu den in England lebenden Verwandten von Eleonore und seiner Frau, vor allem zu Peter von Savoyen, den Richard in der Folge finanziell und politisch unterstützte.
Durch seine Heirat mit Sancha wurde Richard in die Politik der Provence und von Savoyen verwickelt, die offiziell noch zum römisch-deutschen Reich gehörten, doch stark mit Frankreich und Norditalien verbunden waren. Im August 1245 starb sein Schwiegervater Graf Raimund Berengar V. Dieser hatte kurz vor seinem Tod seine jüngste Tochter Beatrix zu seiner alleinigen Erbin ernannt. Im Januar 1246 heiratete Beatrix Karl von Anjou, den jüngsten Bruder des französischen Königs. Zusammen mit seinem Bruder versuchte Richard vergeblich, den Erbfall der Provence an Karl von Anjou zu verhindern, musste dies aber letztlich hinnehmen.

## Richard als Earl of Cornwall
Richard war nicht nur der reichste Grundbesitzer Englands, sondern herrschte als Earl auch nahezu autonom über Cornwall, das den Kern seiner umfangreichen Besitzungen bildete. Von den mehr als 100 Urkunden, die von Richard erhalten sind, betrifft ein Großteil seine Besitzungen in dieser Grafschaft. In den Urkunden gewährte er Marktrechte und andere Privilegien, darunter an Bodmin, Bossiney, Camelford, Dunheved, Helston, Launceston, Liskeard, Lostwithiel, Marazion, Tintagel und West Looe. Für die Städte Exeter und Corsham in Wiltshire bestätigte er Privilegien. Neben den Einkünften aus seinen Ländereien verfügte er dazu über die Einkünfte aus den ergiebigen Zinnbergwerken in Cornwall. Das Zinn wurde durch Bürger aus Helston, Truro, Bodmin und Exeter exportiert. Abgesehen von seiner Förderung der Boroughs in Cornwall und seine spätere Aktivität für die königliche Münze war Richard aber nicht übermäßig geschäftstüchtig. In den 1240er Jahren hatte er aus seinen Ländereien, die er von der Krone als Lehen erhalten hatte, etwa jährliche Einkünfte von £ 5000. Dabei vergrößerte er seinen Besitz kaum durch Landerwerb, denn bis zu seinem Tod gab er nur etwa £ 2000 für den Kauf von Ländereien aus, etwa für Teile der Ländereien der Familie Vautort. Er hielt sich selbst auch nur selten im Südwesten Englands auf, sondern lebte hauptsächlich, wenn er nicht bei Hofe war, auf seinen Gütern im Themsetal. In Cornwall ließ er vor allem Tintagel Castle neu errichten, dessen Ruine er 1233 im Tausch gegen drei Güter erworben hatte. Die neue Burg war wegen ihrer abgelegenen Lage militärisch jedoch nahezu nutzlos und wurde nur wegen ihrer vermeintlichen Bedeutung als Residenz des mystischen Königs Artus gebaut.

## Unterstützung der Politik seines Bruders

### Finanzielle Unterstützung des Königs

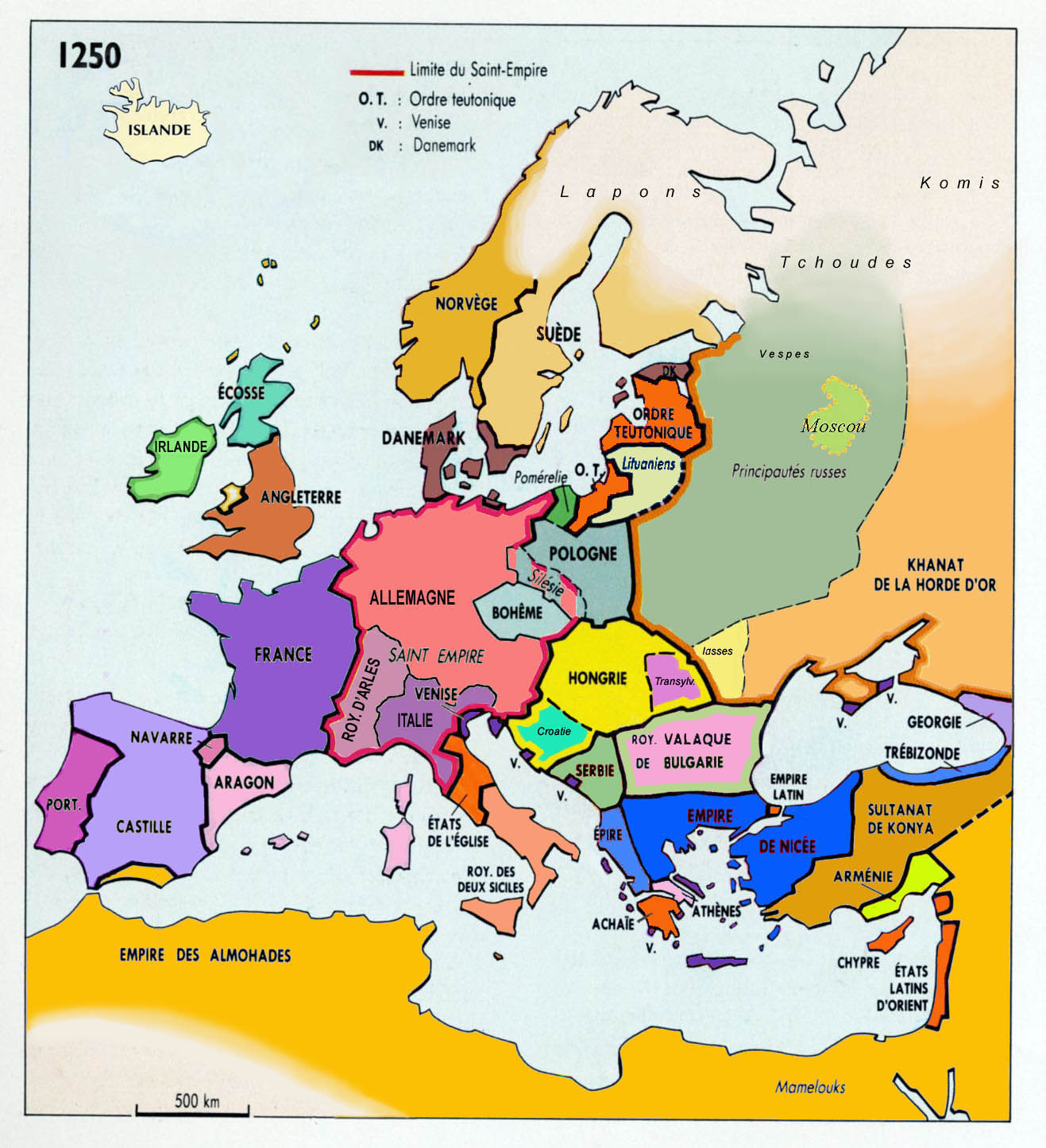
Territoriale Situation und Herrschaftsgebiete in Europa, Vorderasien und Nordafrika um 1250

Auch nach der Rückkehr von seinem Kreuzzug behielt Richard das 1238 vom Papst verliehene Privileg, die Strafgebühren für nicht eingelöste Kreuzzugsgelübde einzusammeln. Sein Reichtum vergrößerte sich ab 1247, als sein Bruder ihm die Verantwortung für eine Münzreform und für das Prägen neuer Münzen übertrug. Dieses Amt übte er über zehn Jahre lang bis 1258 aus, was ihm mehrere tausend Pfund Gewinn einbrachte. Nachdem es in den vergangenen Jahren immer wieder zu ernsten Spannungen zwischen den beiden Brüdern gekommen war, unterstützte Richard nach der Aussöhnung nach ihrer Rückkehr vom Saintonge-Krieg loyal die Politik seines Bruders. Häufig vermittelte er wieder zwischen dem König und den mit dessen Regierung unzufriedenen Baronen. 1244 gehörte er zu den Unterhändlern, die in Newcastle mit dem schottischen König Alexander II. einen Friedensvertrag aushandelten. Nach dem fehlgeschlagenen Feldzug ins Poitou waren die königlichen Finanzen kurz vor dem Zusammenbruch, dennoch vergab der König Gelder und Besitzungen an seine vornehmlich aus dem Ausland stammenden Günstlinge. Richard lieh seinem Bruder immer größere Summen, zum Beispiel 1245 £ 2000 für einen Feldzug nach Wales, an dem er auch selbst teilnahm. Das Geld lieh er seinem Bruder allerdings nicht zu Wucherbedingungen. Als 1246 Papst Innozenz IV. eine Steuer vom englischen Klerus verlangte, dränge Richard zunächst seinen Bruder, sich dagegen zu wehren. Später überzeugte er ihn aber, der Forderung des Papstes nachzugeben. Der Papst hatte zu dieser Zeit sein lukratives Kreuzzugsprivileg weiter verlängert, was Richards Sinneswandel möglicherweise beeinflusste. 1247 reiste er zusammen mit seinem Sohn Henry nach Frankreich, um vor dem Aufbruch von König Ludwig IX. zum Kreuzzug diesen zu überreden, die 1204 von England eroberte Normandie an die englischen Könige zurückzugeben. Dazu besuchte er den Schrein des kurz zuvor heiliggesprochenen Edmund of Abingdon, des früheren Erzbischofs von Canterbury in Pontigny. Richard bezahlte für den Schrein des Heiligen ein Viertel der Kosten. In England sagte er Ostern 1249 die Teilnahme am von seinem Bruder einberufenen Parlament ab, da er angeblich mit der Verwaltung von Cornwall schwer beschäftigt war. Möglicherweise war er immer noch über seinen Bruder verärgert, der im September 1249 die Gascogne offiziell an den Thronfolger Eduard übergab. Bereits in den Jahren zuvor hatte es Gerüchte gegeben, dass Richard trotz seiner offenen Unterstützung seines Bruders insgeheim dessen Gegner unterstützen würde.

### Dienst als Vermittler und Diplomat
Im März 1250 reiste Richard zusammen mit Peter von Savoyen nach Paris, um den Waffenstillstand mit Frankreich zu verlängern. Anschließend reiste er mit einem prächtigen Gefolge weiter zum Papsthof nach Lyon. Heinrich III. hatte am 6. März ein Kreuzzugsgelübde abgelegt, worauf Papst Innozenz IV. Richard Anfang April beauftragte, zur Finanzierung des Kreuzzugs einen Zehnten auf das Einkommen des englischen Klerus zu erheben. Angeblich bot ihm der Papst bei diesem Treffen auch erstmals die Krone von Sizilien an, wenn Richard bereit sei, in Sizilien einzumarschieren und die Herrschaft der Staufer dort gewaltsam zu beenden. Auf seiner Rückreise besuchte er in Pontigny erneut den Schrein von Edmund of Abingdon. Zurück in London vermittelte er zusammen mit Simon de Montfort in einem Streit zwischen den Bürgern und den Mönchen von Westminster Abbey. 1251 besuchte er erneut Westminster Abbey, um dieses Mal einen Streit zwischen den Mönchen und deren Abt über die Aufteilung der Besitzungen der Abtei zu schlichten. Im Januar 1252 diente Richard als Schlichter in einem Streit zwischen Simon de Montfort und dem König über die Erstattung der Kosten, die Montfort in seinem Dienst als Lieutenant der Gascogne seit 1248 entstanden waren. Als der König dabei erneut zusicherte, dass die Gascogne seinem Sohn Eduard übergeben würde, verließ Richard empört den Hof. Erst nachdem der König ihm wertvolle Geschenke machte und ihm die Güter von Oakham in Rutland und Lechlade in Gloucestershire übergab, kehrte er an den Hof zurück.

### Regent von England während der Abwesenheit des Königs

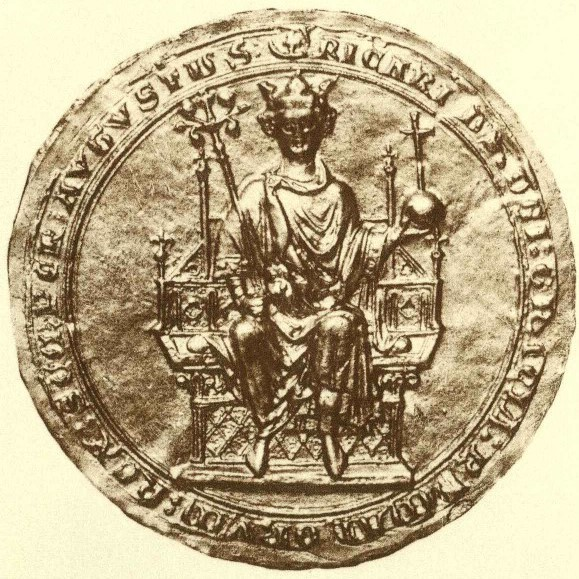
Königssiegel Richards von Cornwall

Angesichts einer Rebellion in der Gascogne entschloss sich Heinrich III. 1253, selbst mit Truppen in die Gascogne zu reisen, um seine Herrschaft wiederherzustellen. Zur Regentin während seiner Abwesenheit ernannte er am 7. Juli die Königin, die dabei von Richard beraten werden sollte. Damit wurde Richard zum eigentlichen Regenten Englands, der im Dezember 1253 ein Parlament einberief, um über die vom König verlangte Unterstützung für die Expedition in die Gascogne zu beraten. Richard selbst versprach, den König mit 300 Rittern zu unterstützen, doch es gelang ihm nicht, von den Baronen die Bewilligung zur Erhebung einer Steuer zu erhalten. Ende Januar 1254 bereitete Richard selbst eine Reise in die Gascogne vor, um seinen Bruder dort zu unterstützen. Im Februar berief er zwei Ritter aus jeder Grafschaft in das Parlament, um deren Meinung zu erfahren. Durch diesen beispiellosen Akt gilt dieses Parlament als erstes Parlament, bei dem gewählte Repräsentanten der Grafschaften ins Parlament berufen wurden. Dazu bestätigte Richard die Magna Carta, doch weder durch die Einberufung der Ritter noch durch die erneute Bestätigung der Magna Carta konnte das Parlament bewegt werden, eine Steuer zu bewilligen. Im Mai 1254 reiste schließlich die Königin mit nur 40 Rittern in die Gascogne, während Richard als nun alleiniger Regent in England zurückblieb. Der König dankte ihm für diese Dienste sowie für die Gewährung der hohen Kredite, mit denen er die Regierung unterstützte, mit weiteren Vollmachten gegenüber den Juden in England. Bereits 1235 hatte Richard die Erlaubnis erhalten, dass eine jüdische Gemeinde auf seinem Gut Berkhamsted leben durfte. Diese Gemeinde verlagerte er 1242 nach Wallingford. Mehrere Juden dieser Gemeinde unterstützten Richard fortan bei seinen finanziellen Geschäften. 1254 soll Richard die Freilassung des Juden Abraham of Berhamstead, der der Schändung eines Marienbildes beschuldigt wurde, erreicht haben, wobei er von Abraham eine hohe Gebühr forderte. 1256 setzte er sich zugunsten der jüdischen Gemeinde von Lincoln ein, die des Ritualmords an einem Jungen namens Hugh beschuldigt wurde.
Richard hatte wohl schon 1250 das wiederholte Angebot des Papstes abgelehnt, König von Sizilien zu werden. Der König dagegen nahm in der Gascogne das Angebot des Papstes an, um seinem zweiten Sohn Edmund eine Krone zu verschaffen. Damit war er in der Folge verpflichtet, einen Feldzug gegen die mit dem Papst verfeindeten Staufer in Sizilien zu führen. Dazu sollte er hohe Summen an den Papst zahlen. Da die Lage des Königs sowohl in England wie auch in der Gascogne angespannt war, hielt Richard dieses sizilianische Abenteuer von vornherein für töricht. Konsequenterweise reduzierte er die finanzielle Unterstützung seines Bruders und weigerte sich 1255, dem König 5000 Mark zu leihen, die dieser an den Papst weiterleiten wollte. Als Begründung gab er an, dass er für diesen Kredit keine Sicherheiten erhalten könne. Im Oktober 1255 weigerte er sich während des Parlaments sogar öffentlich, dem König einen weiteren Kredit zu gewähren. Mit dieser Weigerung verstärkte Richard die Krise der Herrschaft von Heinrich III., denn seine zinsgünstigen Kredite waren inzwischen für die Regierung überlebensnotwendig geworden.

## Richard als römisch-deutscher König

### Wahl von Richard zum König
Ende Januar 1256 starb Wilhelm von Holland, der päpstliche Kandidat für die römisch-deutsche Kaiserkrone. Anfang Februar 1256 bewilligte der königliche Exchequer auf Bitten von Richard eine Pension für Johann von Avesnes, Graf von Hennegau, und vor Ende Februar 1256 hatte Heinrich III. Gesandte nach Rom geschickt, die Alexander IV. baten, einen geeigneten und nicht gegen England eingestellten Kandidaten für die Königswahl zu unterstützen. Zweifelsfrei warben sie schon zu diesem Zeitpunkt für eine Kandidatur Richards als römisch-deutschen König. Damit ließ sich der ehrgeizige Richard auf ein genauso ambitioniertes Abenteuer ein, wie es der Versuch seines Bruders war, seinen Sohn zum König von Sizilien zu machen. Auch Richard musste einige Hindernisse überwinden, um zum König und letztlich zum Kaiser gekrönt zu werden. Zunächst verhielt er sich abwartend, welche anderen Kandidaten es für die Wahl gab. Da das zum römisch-deutschen Thron gehörende Reichsgut zum Großteil verpfändet oder in der Hand von anderen Fürsten war, musste der neue König sich auf seine eigenen Mittel oder auf seine Verbündeten verlassen, um ein Heer und die Verwaltung des Reiches zu finanzieren. Richard strebte wohl schon von Beginn an auch die Kaiserwürde an, die das Ansehen seiner Familie, auch gegenüber dem französischen König, wesentlich erhöht hätte. Um zum Kaiser gekrönt zu werden, benötigte er die Unterstützung des Papstes, und dafür musste er sicherstellen, dass es gegen seine Wahl weder in Deutschland noch in Frankreich ernsthaften Widerstand gab. Und selbst wenn er zum Kaiser gekrönt würde, müsste er Geld und Mittel aufwenden, um die Kontrolle über die südlich der Alpen gelegenen Gebiete des römisch-deutschen Reichs zu gewinnen, die seit dem Tod von Kaiser Friedrich II. heftig umkämpft waren. Andererseits konnte Richard auf die Unterstützung seines Bruders, des englischen Königs bauen, der wegen des angespannten Verhältnisses zu Frankreich, aber auch wegen seiner eigenen Ambitionen in Sizilien ein großes Interesse an einem Verbündeten auf dem deutschen Thron hatte. Richard selbst war der reichste englische Magnat, er war ein erfahrener Diplomat und hatte dadurch gute Kontakte zu Frankreich und zur römischen Kurie. Als sich im September 1256 abzeichnete, dass kein Reichsfürst als Kandidat für die Königswahl in Frage kam, bewarb sich Richard offen um die Königswürde. Dabei bestachen seine Bevollmächtigten offen einige der Fürsten, die zu den Kurfürsten gezählt wurden und das Privileg beanspruchten, den römisch-deutschen König wählen zu dürfen. Um die Stimmen der Erzbischöfe von Köln und Mainz und die von Pfalzgraf Ludwig, die zu den sieben Kurfürsten gehörten, zu erhalten, zahlte Richard insgesamt 28.000 Mark Bestechungsgelder. Dazu bot er ihnen weitere Vergünstigungen an, um sie zur Zusicherung ihrer Wahlstimmen zu bewegen. Am 26. Dezember 1256 bot der Kölner Erzbischof Konrad von Hochstaden Richard in London feierlich die römisch-deutsche Krone an, und Richard erklärte sich mit Zustimmung seines Bruders und der englischen Barone bereit, die Wahl anzunehmen. Am 13. Januar 1257 wurde Richard von seinen drei Unterstützern Konrad von Hochstaden, Pfalzgraf Ludwig und Gerhard I. von Dhaun, dem Erzbischof von Mainz, bei Frankfurt zum König gewählt. Einige Wochen später, am 1. April, wählten jedoch die Kurfürsten von Trier, Sachsen und Brandenburg König Alfons X. von Kastilien, der über seine Mutter her staufischer Abstammung war, ebenfalls zum König. Da König Ottokar von Böhmen sich nicht auf einen Kandidaten festlegte, war die Wahl unentschieden.

### Erster Zug von Richard nach Deutschland von 1257 bis 1258
Richards Gegenkandidat Alfons X. von Kastilien war in Spanien in schwere Konflikte verwickelt und hatte auch nicht die finanziellen Mittel, um seine Herrschaft in Deutschland durchzusetzen. Richard bereitete dagegen eine Reise nach Deutschland vor, um dort seine Herrschaft anzutreten. Im April huldigten der Erzbischof von Köln und Florens von Holland, der Bruder des verstorbenen Wilhelm von Holland, Richard als neuem König. Am 29. April 1257 brach er mit großem Gefolge von Yarmouth aus auf und landete am 1. Mai in Dordrecht. Von dort zog er nach Aachen, wo er und seine Frau Sancha am 17. Mai, am Fest Christi Himmelfahrt, vom Erzbischof von Köln zum König und zur Königin gekrönt wurden. Die Krönung feierte er mit einem prächtigen Fest, und den Bau des Grashauses, des neuen Rathauses von Aachen, unterstützte er mit einer großzügigen Spende. Anschließend zog er rheinaufwärts, um nach Möglichkeit über die Alpen nach Rom zu ziehen, um dort zum Kaiser gekrönt zu werden. Durch die von ihm kontrollierte Rheinlinie sowie über die von den mit ihm verwandten Grafen von Savoyen kontrollierten Alpenpässe hätte auch ein englisches Heer rheinaufwärts ziehen können, um dann weiter durch Italien bis nach Sizilien zu ziehen. Im September 1257 erreichte Richard Worms, wo er einen Reichstag hielt. Von dort zog er sich zur Überwinterung wieder an den Niederrhein zurück, ehe er im Frühjahr 1258 wieder rheinaufwärts bis Worms zog. Er bestätigte für mehrere Städte im Rheinland Privilegien und stellte Urkunden aus. Ohne eigenen Landbesitz, ohne funktionierende Verwaltung, ohne die Anerkennung durch den Papst und gegen den Widerstand der drei anderen Kurfürsten konnte er letztlich wenig ausrichten. Bestärkt durch Frankreich, unterstützten Graf Guido von Flandern, Herzog Heinrich von Brabant und andere Fürsten im westlichen Teil des römisch-deutschen Reichs Alfons von Kastilien. Nur im Rheinland, aber auch in Norddeutschland bis nach Lübeck wurde Richard als König anerkannt. Um die Unterstützung von Frankreich für Alfons von Kastilien zu beenden, sandte Richard im Juni 1258 seinen Protonotar Arnold von Holland nach Frankreich, um eine vorläufige Ausfertigung des Vertrags von Paris zwischen England und Frankreich zu besiegeln. Damit verzichtete Richard auf seine Ansprüche auf die von Frankreich eroberten Teile des angevinischen Reichs außer seinem Anspruch auf das Angoumois, das Erbe seiner Mutter.

### Rolle im Konflikt von Heinrich III. mit der Adelsopposition
Im Winter 1258 kehrte Richard nach England zurück. Dort war es während seiner Abwesenheit zu einer Adelsrebellion gegen Heinrich III. gekommen. Der König hatte die Provisions of Oxford akzeptieren müssen, die seine Herrschaft erheblich einschränkten. Die Rebellen befürchteten, dass der mächtige Richard nun die Regierung der Rebellen stürzen und die von ihnen vertriebenen ausländischen Verwandten des Königs zurückholen würde. Deshalb waren ihm Gesandte der Adelsopposition unter Führung von Bischof Walter de Cantilupe nach Saint-Omer entgegengereist und hatten ihn vor seiner Überfahrt gebeten, einen Eid auf die Einhaltung der Provisions of Oxford zu schwören. Zunächst verweigerte Richard diesen Eid, doch nach seiner Rückkehr nach England leistete er am 28. Januar 1259 in Canterbury in Gegenwart des Königs und von Erzbischof Bonifatius von Savoyen den verlangten Eid. Danach zog er erneut feierlich in London ein und besiegelte am 10. Februar erneut feierlich den Vertrag von Paris, womit er seine Stellung gegen seinen Gegenkandidaten Alfons von Kastilien festigen wollte. Anschließend zog er sich auf seine Güter zurück und betätigte sich anscheinend nicht weiter politisch. Im Juli 1259 schlichtete er in Westminster einen langandauernden Streit zwischen Erzbischof Bonifatius und Bischof Lawrence von St. Martin von Rochester.
Zunächst wollte Richard im Dezember 1259 Heinrich III. nach Frankreich begleiten, wo der Vertrag von Paris feierlich besiegelt werden sollte. Letztlich blieb er in England, wobei sicher auch Übergriffe der Adelsopposition auf seine Güter beitrugen. Die Adelsopposition ließ nach den Bestimmungen der Provisions of Westminster seine Besitzansprüche und die Verwaltung seiner Besitzungen generell gerichtlich untersuchen. Richard erlaubte daraufhin Vertretern seiner Vasallen, seine Verwaltung durch eigene Vertreter überprüfen zu lassen, womit er die gerichtlichen Untersuchungen stoppen konnte. Im Frühjahr 1260, als Richard mit dem König noch in Frankreich weilte, überzeugte er seinen Bruder, endlich nach England zurückzukehren und sich seinen Gegnern zu stellen, denen sich sogar der Thronfolger Eduard angeschlossen hatte. Im April 1260 brachte er die rivalisierenden Gruppen des Thronfolgers Eduard, von Simon of Montfort und des Earls of Gloucester dazu, London zu verlassen, so dass der König wieder in die Stadt einziehen konnte. Nachdem der König Ende April zurückgekehrt war, erreichte Richard mit, dass sich der Thronfolger wieder mit seinem Vater aussöhnte, und im Juni 1260 wurde unter seinem Vorsitz ein Friedensvertrag zwischen dem Thronfolger und dem Earl of Gloucester geschlossen. Offiziell unterstützte Richard während dieser Zeit weder die Adelsopposition noch den König, doch zweifelsfrei hatte er das Ziel verfolgt, die Regierung der Barone zu stürzen und seinem Bruder wieder zur Macht zu verhelfen.

### Zweiter Zug Richards nach Deutschland 1260

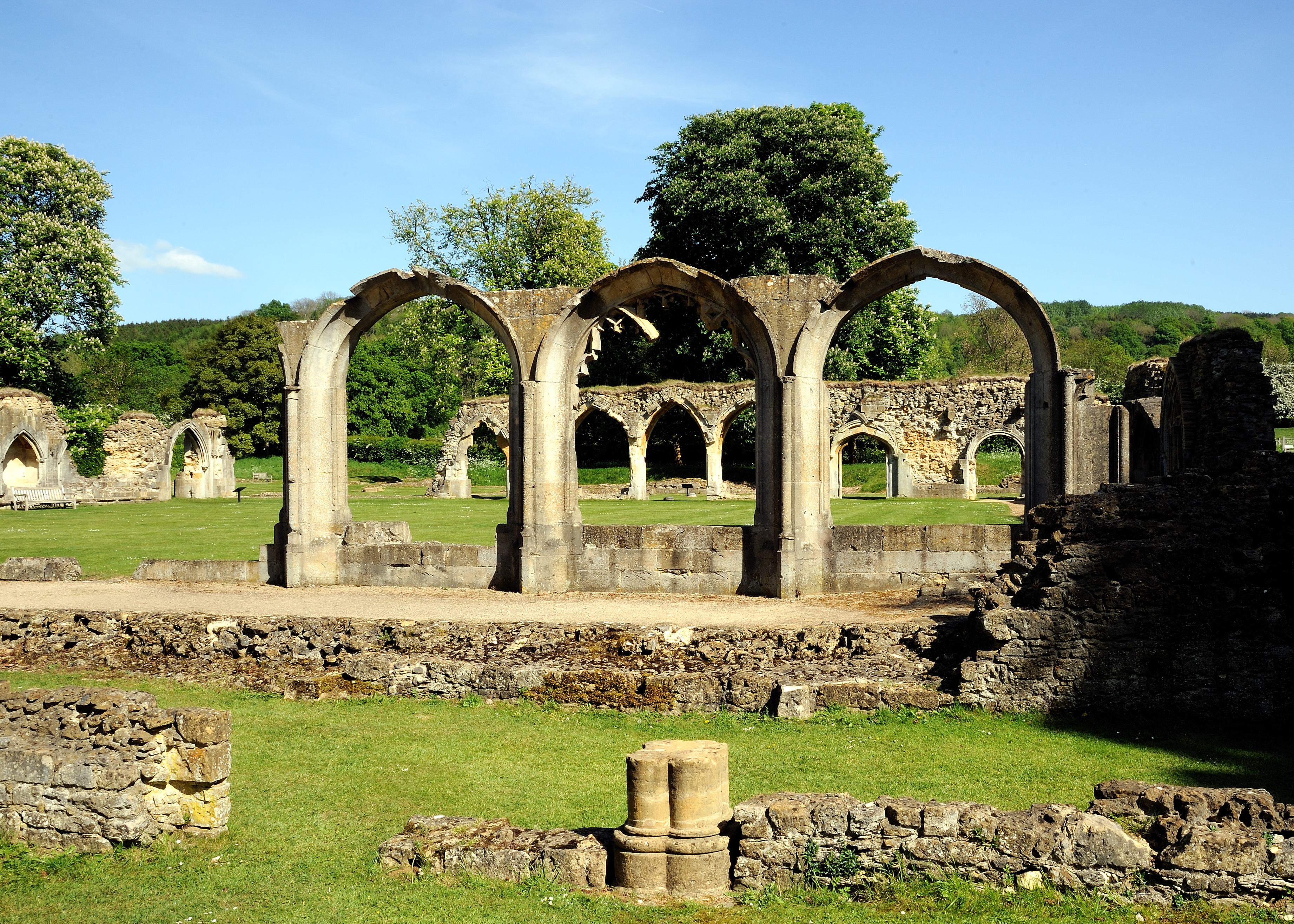
Die Ruinen des von Richard gegründeten Klosters Hailes. In Hailes wurden Richard, seine zweite Frau Sancha und sein Sohn Henry of Almain beigesetzt

Nachdem die Herrschaft seines Bruders in England wieder stabilisiert war, verließ Richard am 17. Juni 1260 London und reiste über Dover erneut nach Deutschland. Seine Politik hatte im vergangenen Jahr zunehmend weitere Unterstützung erhalten. Im März 1259 hatte sich Papst Alexander IV. an Herzog Hugo IV. von Burgund gewandt und diesen gedrängt, den Thronanspruch von Richard zu unterstützen. Anschließend hatte der Papst Richard selbst nach Rom eingeladen. Richard plante nun, bei seinem zweiten Besuch in Deutschland zum Kaiser gekrönt zu werden. In einem triumphalen Zug plante er durch das Rheintal über die Alpen nach Italien weiter nach Rom zu ziehen. Nach einem längeren Aufenthalt in Cambrai, wo er Gräfin Margarete von Flandern und deren Sohn Guido mit ihren Besitzungen im römisch-deutschen Reich belehnte, reiste er weiter nach Worms. Dort blieb er von Anfang August bis zum 17. September 1260. Zwar erklärte er, dass er in Kürze die Alpen überqueren und nach Bologna ziehen würde, doch dann reiste er wieder rheinabwärts und kehrte nach England zurück, das er am 24. Oktober 1260 erreichte. Als Hauptgrund für seine Rückreise gilt die Schlacht von Montaperti, in der die toskanischen Guelfen am 4. September eine entscheidende Niederlage erlitten. Mit diesem Sieg der Anhänger der Staufer war Richard der sichere Weg nach Rom versperrt. Dazu hatte Papst Alexander IV. seine frühere Neutralität aufgegeben und unterstützte nun offen Alfons von Kastilien. Damit konnte Richard nicht mehr hoffen, rasch als Kaiser anerkannt zu werden.
Nach seiner erneuten Rückkehr nach England hielt sich Richard vorwiegend auf seinen englischen Besitzungen auf, nur Weihnachten 1260 verbrachte er am Königshof in Windsor Castle. Als sich der Konflikt des Königs mit der Adelsopposition wieder zuspitzte, erhielt Richard im Januar 1261 die Erlaubnis, seine Burgen zu verstärken und mit Vorräten zu versehen. Im Februar 1261 war er in London, wo die Bürger dem König die Treue schworen. Danach zog er sich wieder auf seine Güter zurück. Vermutlich stand er während dieser Zeit im engen Kontakt mit seinem Bruder, der versuchte, vom Papst die Annullierung der Provisions of Oxford zu erreichen, um dadurch wieder seine Macht zurückzugewinnen. Zur Unterstützung des Königs bot er an, ausländische Söldner in Cornwall anlanden zu lassen. Im Oktober 1261 diente er als Vermittler zwischen dem König und dem Earl of Gloucester. Im Frühjahr 1262 verteidigte Richard den Anspruch seines Bruders, dass der König das angestammte Recht besaß, die Sheriffs der Grafschaften zu ernennen. Am 9. November 1261 starb Richards zweite Frau Sancha. Richard nahm nicht an ihrer Beisetzung in Hailes Abbey teil, was vielleicht darauf hinweist, dass er schon lange keine enge Beziehung mehr zu ihr gehabt hatte.

### Dritter Zug Richards nach Deutschland 1262 bis 1263
Trotz des gescheiterten Versuchs von 1260, durch den sein Ansehen in Deutschland gesunken war, hielt Richard offenbar an dem Ziel fest, vom Papst zum Kaiser gekrönt zu werden. Auch von England aus hat er kontinuierlich Verhandlungen mit dem Papst über eine Kaiserkrönung geführt. Im April 1261 wurde er von einer Partei der römischen Bürgerschaft zum lebenslangen Senator von Rom gewählt. Diesen bloßen Ehrentitel übte er jedoch nie aus, und schließlich ging der Titel noch zu seinen Lebzeiten an Karl von Anjou, den Bruder des französischen Königs. Im Mai 1261 starb Papst Alexander IV. Auch dessen im August 1261 gewählter Nachfolger Urban IV. legte sich in der Kaiserfrage nicht auf einen der beiden Kandidaten fest, als er im April 1262 erklärte, dass er weder Richard noch Alfons von Kastilien als Kandidaten bevorzugen könne. Im Mai 1262 erfuhr Richard in England, dass an seiner Stelle Konradin, der junge Enkel von Kaiser Friedrich II., von oppositionellen Fürsten zum König gewählt werden solle. Dieser sollte bereits die Unterstützung von Pfalzgraf Ludwig, des neuen Erzbischofs Engelbert von Köln und des Mainzer Erzbischofs Werner von Eppstein besitzen. Diese Bedrohung, verschärft durch den Streit zwischen Richard und Konradin über dessen Anspruch auf das Herzogtum Schwaben und durch Spannungen zwischen dem Erzbischof von Mainz und Richards Prokurator Philipp III. von Bolanden-Hohenfels, konnte Richard nicht ignorieren. Am 20. Juni 1262 brach Richard zum dritten Mal nach Deutschland auf und erreichte über die Niederlande Aachen. Dort gab er am 13. Juli Kopien der Reichskleinodien zur Verwahrung, möglicherweise weil er fürchtete, nicht mehr auf die in der Reichsburg Trifels verwahrten Originale zugreifen zu können. Am 6. August 1262 bestätigte er Ottokar von Böhmen, der bei der Wahl von 1257 unentschieden war, als Herzog von Österreich und der Steiermark. Damit gewann er ihn als Bundesgenossen gegen Konradin, akzeptierte aber auch seine weitgehende Machtlosigkeit als König in den rechtsrheinischen Gebieten des Reiches. Am 7. August 1262 verkündete Papst Urban IV., Richard und Alfons von Kastilien seien als gewählte Könige gleichberechtigt. Er berief beide nach Rom. Richard zog daraufhin nach Süddeutschland, stellte Zürich (damals Reichsstadt) unter seinen Schutz und erreichte vielleicht noch Basel. Im November 1262 zog er jedoch wieder rheinabwärts und setzte schließlich am 10. Februar 1263 nach England über.

### Rolle während des Zweiten Kriegs der Barone in England

#### Wandel vom Vermittler zum Befürworter eines bewaffneten Kampfes
In England erwartete Richard eine angespannte politische Lage. Der Konflikt zwischen dem König und der von Simon de Montfort geführten Adelsopposition drohte sich zum offenen Bürgerkrieg auszuweiten, während es in Wales bereits einen offenen Aufstand gegen die englische Oberherrschaft gab. Bei Richards Rückkehr gab es Gerüchte, dass er anstelle seines Bruders König würde und auch den unerfahrenen Thronfolger Lord Eduard ersetzen würde. Tatsächlich versuchte Richard weiter zu vermitteln, zog sich aber rasch auf seine Güter zurück und bot seinem Bruder zunächst nur schwache Unterstützung an. Sein Sohn Henry of Almain hatte sich dagegen schon der Adelsopposition angeschlossen. Im Juni 1263 war Richard am Königshof in Westminster, wo die Vertreter der Adelsopposition ihre Forderung nach einer erneuten Anerkennung der Provisions of Oxford vorbrachten. Danach versuchte Richard vergeblich, zwischen dem König und Montfort zu vermitteln. Im Juli 1263 versuchte er den König zu überreden, den Forderungen der Adelsopposition nachzugeben. Dieser Versuch scheiterte, denn offenbar wurde er inzwischen wegen seiner Unentschlossenheit weder von seinem Bruder noch von der Adelsopposition als Ratgeber akzeptiert. Im September 1263 erhielt er einen Brief des Papstes, der ihm vorwarf, dass er wegen seiner mangelnden Unterstützung für den König die Rebellion der Barone dulden würde. Dieser Brief wurde offenbar auf Drängen der Gesandten von Heinrich III. in Rom geschrieben. Als der König im Oktober 1263 erneut seine Macht zurückgewann, übergab er Richard die Vormundschaftsverwaltung der nordenglischen Besitzungen von Roger de Mowbray. Ende November 1263 unterstützte er den König beim vergeblichen Versuch, die Kontrolle über das von Anhängern der Adelsopposition besetzte Dover Castle zu gewinnen. Als der König im Januar 1264 nach Frankreich reiste, um dort den Schiedsspruch des französischen Königs im Konflikt mit der Adelsopposition entgegenzunehmen, blieb Richard de facto als Regent in England. Um eine Ausweitung der Rebellion in Wales zu verhindern, befahl er am 4. Februar mit Ausnahme der Brücke von Gloucester die Zerstörung aller Brücken über den Severn. Danach unternahm er einen kurzen Vorstoß in die umkämpften Welsh Marches, brach diesen jedoch bei der Rückkehr des Königs nach England ab und schloss sich im März 1264 dem König in Windsor an. Danach blieb er im Gefolge des Königs, während sein Gut von Isleworth in Surrey von einem Mob aus London unter Führung von Hugh le Despenser geplündert wurde, der danach auch sein Haus in Westminster plünderte. Diese Übergriffe führten dazu, dass Richard nun ein entschlossener Unterstützer des Königs wurde und zum bewaffneten Kampf gegen Montfort bereit war.

#### Gefangennahme und Gefangenschaft
Im Mai 1264 drohte nun ein offener Bürgerkrieg, als sich das königliche Heer und die Armeen der Rebellen bei Lewes gegenüberstanden. Der Chronist William Rishanger beschuldigte Richard, dass er für das Scheitern der letzten Vermittlungsversuche verantwortlich war. In der folgenden Schlacht von Lewes kommandierte Richard den linken Flügel des königlichen Heeres, doch die Rebellen unter Montfort konnten die Königlichen klar besiegen. Richard flüchtete in eine Windmühle, wo ihn die siegreichen Rebellen entdeckten, verspotteten und schließlich von John Giffard, einem Vasallen des Earl of Gloucester, gefangen nehmen ließen. Seine Gefangennahme brachte auch den König und den Thronfolger mit dazu, sich zu ergeben. Er wurde zunächst in den Tower of London gebracht und dann seiner Schwester Eleanor übergeben, der Frau von Simon von Montfort. Dies führte zum Streit zwischen dem Earl of Gloucester und Montfort, da Gloucester das von Richard zu zahlende Lösegeld beanspruchte. Richards Besitzungen wurden beschlagnahmt und Montforts Sohn Guy zur Verwaltung übergeben. Richard selbst wurde auf Wallingford, einer seiner eigenen früheren Burgen, gefangen gehalten. Nach einem gescheiterten Befreiungsversuch von Robert Waleran im November 1264 wurde Richard in das sichere Kenilworth Castle gebracht, wo er allerdings zunächst weiter in komfortabler Haft leben konnte. So ließ er sich luxuriöse Lebensmittel wie Datteln, Rosinen und Ingwer sowie teure Stoffe für neue Gewänder nach Kenilworth liefern. Angeblich bot er im Winter ein enormes Lösegeld von £ 17.000 in Silber und £ 5000 in Gold, doch nach der Flucht von Lord Eduard im Mai 1265 wurde er zeitweise sogar in Ketten gelegt. Anfang August 1265 konnten die Anhänger des Königs und Lord Eduard das Heer der Adelsopposition in der Schlacht von Evesham entscheidend schlagen. Montfort fiel in der Schlacht. Nach dem Chronisten Rishanger wollte die Besatzung von Kenilworth Castle Richard nach der Niederlage ermorden, wovon sie nur Simon de Montfort der Jüngere abhalten konnte. Dieser ließ am 6. September 1265 zusammen mit den Bischöfen Walter de Cantilupe von Worcester und Roger de Meuland von Coventry Richard frei, nachdem er in Kenilworth Priory geschworen hatte, sich nach Möglichkeit für den Schutz seiner Schwester Eleanor einzusetzen, die als Witwe Montforts das Opfer von Racheakten von Anhängern des Königs werden könnte. Von Kenilworth reiste Richard nach Wallingford, wo ihn die Mitglieder seines Haushalts am 9. September freudig begrüßten. Dort erreichten ihn auch Briefe des Königs, der ihm zusicherte, ihn bei der Wiederherstellung seiner verwüsteten Besitzungen zu unterstützen. Am 31. Oktober 1265 hieß Richard in Canterbury den neuen päpstlichen Legaten Ottobono in England willkommen. Mit Ottobono schloss er später Vereinbarungen zur Auslieferung von Eleanor und ihren Kindern.

#### Rolle bei der Beendigung des Kriegs der Barone
Danach zog sich Richard anscheinend wieder vom Hof zurück und kümmerte sich um seine Besitzungen, die ihm wieder zurückgegeben worden waren. Am 18. April 1266 gründete er das Augustinerinnenstift von Burnham in Buckinghamshire. Als führendes Mitglied der königlichen Partei erhielt er zahlreiche Güter von enteigneten Rebellen, den sogenannten Enterbten, wobei er selbst zur Milde gegenüber den Enterbten riet. Als der Earl of Gloucester im Frühjahr 1267 mit Truppen London besetzte, um Zugeständnisse zugunsten der Enterbten zu erreichen, schloss sich Richard im März den königlichen Truppen in Cambridge an. Im April musste er dem König wieder Geld leihen, damit dieser seine vor London lagernden Truppen versorgen konnte. Schließlich bestimmte ihn der König zu einem der beiden Unterhändler, die mit Gloucester und den anderen Anführern der Revolte verhandeln sollten. Zwischen dem 4. und dem 15. Juni 1267 erreichte er durch Verhandlungen, dass London sich wieder dem König unterwarf, während Gloucester begnadigt wurde und die Enterbten günstigere Bedingungen erhielten, um ihre Besitzungen zurückzukaufen. Richards Versuche, nach diesem Erfolg auch in Wales einen Frieden mit Fürst Llywelyn ap Gruffydd auszuhandeln, scheiterten jedoch. Im November 1267 war er in Marlborough, wo der König das Statut von Marlborough verkündete, das den Krieg der Barone endgültig beendete. Im März 1268 war Richard an Verhandlungen mit der City of London wegen deren Unterstützung der Rebellen im Krieg der Barone beteiligt. Dabei bestand Richard auf einer Untersuchung der im März 1264 erfolgten Plünderungen seiner Besitzungen.

### Vierter Zug nach Deutschland von 1268 bis 1269
Richards Bemühungen um die Kaiserkrönung waren durch seine Beteiligung am Zweiten Krieg der Barone gescheitert. Doch trotz seiner Gefangenschaft und der dadurch bedingten Abwesenheit von Deutschland war der Thronstreit im Römisch-Deutschen Reich unentschieden geblieben. Nach dem Ende des Zweiten Kriegs der Barone brach Richard am 4. August 1268 zum vierten Mal nach Deutschland auf. Erneut zog er rheinaufwärts und konnte dabei seine Autorität in den Rheinlanden wiederherstellen. Im April 1269 hielt er eine Reichsversammlung in Worms ab. Auf diesem versuchte er die meisten Rheinzölle abzuschaffen und verkündete einen allgemeinen Landfrieden, um die sich befehdenden Fürsten der Region zu befrieden. Ohne eigene Truppen hatte er jedoch keine Möglichkeit, diesen Frieden durchzusetzen. Papst Urban IV. hatte Richard noch für Mai 1265 nach Rom eingeladen, doch aufgrund seiner Gefangenschaft hatte er diese Einladung nicht annehmen können. 1267 hatte Richard seinen Sohn Henry of Almain als seinen Vertreter zur Kurie gesandt. Der Nachfolger Urbans IV., Clemens IV., hatte Richard zusammen mit Alfons von Kastilien für 1268 und für 1269 erneut nach Rom berufen. Nach dem Tod von Clemens IV. im November 1268 blieb das Papsttum bis 1271 vakant, und zudem hätte Richard ohne ein Heer nicht die Mittel gehabt, um seinen Anspruch auf den Kaisertitel durchzusetzen oder überhaupt nach Rom zu reisen. Am 16. Juni 1269 heiratete er in Kaiserslautern seine dritte Ehefrau, die junge Beatrix von Falkenburg, eine Nichte des zuvor ihm feindlich gesinnten Erzbischofs Engelbert von Köln. Ohne weitere Erfolge erzielen zu können, kehrte Richard im Juli 1269 mit seiner neuen Frau nach Mainz zurück. Wenig später reisten sie weiter nach England, wo sie am 3. August 1269 in Dover eintrafen.

## Letzte Jahre und Tod
In Dover wurde Richard vom Thronfolger Lord Eduard begrüßt. Da Heinrich III. zu dieser Zeit kränklich war und Lord Eduard seinen Kreuzzug vorbereitete, übernahm Richard eine führende Rolle in der englischen Regierung. Lord Eduard hatte sich mit dem mächtigen Earl of Gloucester zerstritten, da Gloucester sein Kreuzzugsgelübde nicht einlösen wollte. In ausgedehnten Verhandlungen erreichte Richard während des Parlaments zu Ostern 1270, dass sich Eduard und Gloucester dennoch aussöhnten. Als Eduard im August 1270 ins Heilige Land aufbrach, blieb Richard als Führer der fünf Räte zurück, die den König bei der Regierung von England unterstützen sollten. Als Heinrich III. schwer erkrankte, wurde Richard am 7. März 1271 formal zum Beschützer des Reiches ernannt. Im Juli 1271 besiegelte er neue Gesetze, mit denen die Tätigkeiten der Juden in England erheblich eingeschränkt wurden. Dann erfuhr er von der Ermordung seines Sohnes Henry of Almain, der am Kreuzzug von Lord Eduard teilgenommen hatte, doch am 13. März in Italien von zwei Söhnen von Simon de Montfort ermordet worden war. Dieser gewaltsame Tod seines ältesten Sohnes war für Richard eine schwere Belastung, dazu kam im August 1271 der Tod des ältesten Sohns von Lord Eduard, des fünfjährigen John, den Eduard in Richards Obhut gegeben hatte. Am 12. Dezember 1271 erkrankte Richard in Berkhamsted schwer, vermutlich erlitt er einen Schlaganfall. Bis zu seinem Tod fünf Monate später blieb er teilweise gelähmt und konnte nicht mehr sprechen. Er wurde neben seinem Sohn Henry und seiner zweiten Frau Sancha in Hailes Abbey begraben. Sein Herz wurde im Chorraum der Franziskanerkirche von Oxford beigesetzt.

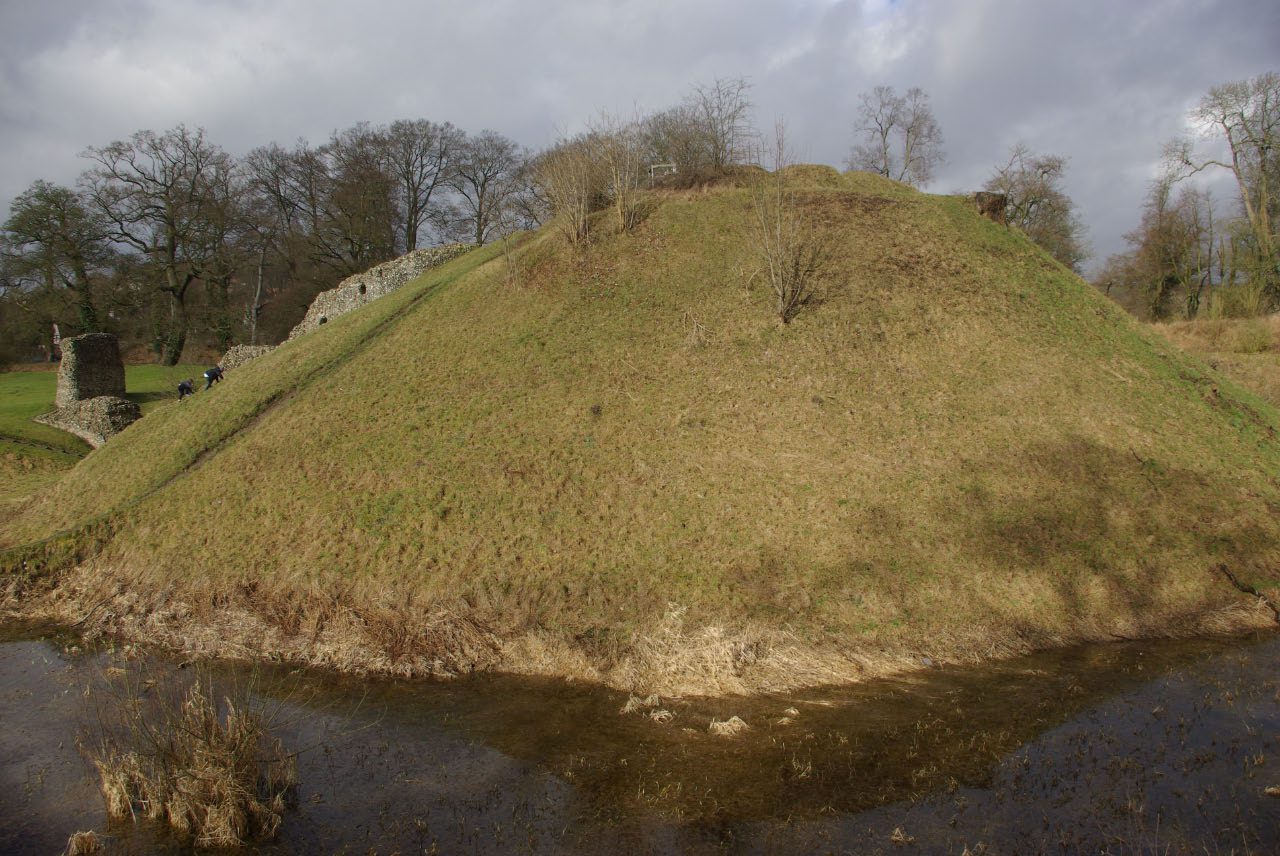
Die Ruinen von Berkhamsted Castle, wo Richard 1272 starb

Zum Dank für die Rettung aus Lebensgefahr, in die er während der Heimreise von Südwestfrankreich nach England 1242 fast wegen eines Schiffbruchs geraten war, hatte Richard die Stiftung eines Klosters gelobt. Dieses Gelübde erfüllte er 1246, als er die Zisterzienserabtei Hailes in Gloucestershire gründete. Nach seiner Freilassung aus der Gefangenschaft im Krieg der Barone stiftete er 1266 das Augustinerinnenkloster Burnham in Buckinghamshire. In Knaresborough stiftete er ein Kloster des Trinitarierordens, das den Schrein des heiliggesprochenen Robert of Knaresborough beherbergte. In Chichester erlaubte er den Franziskanern, ihre Niederlassung anstelle des zerstörten Chichester Castle zu errichten. Für einen der reichsten Männer seiner Zeit waren diese Stiftungen nicht außergewöhnlich. Als Förderer der Künste oder der Wissenschaften trat er kaum in Erscheinung. Den Großteil seines Vermögens hatte er verwendet, um die Herrschaft seines Bruders zu stützen oder um ab 1256 seine Herrschaft als römisch-deutscher König durchzusetzen. Dazu hatte er ein aufwändiges, luxuriöses Leben geführt. In seinem Testament vermachte Richard 8000 Mark für die Verteidigung des Heiligen Lands sowie 500 Mark für den Dominikanerorden in Deutschland. Weiteres Geld stiftete er für ein Kollegiatstift in Oxford, das sein Erbe Edmund später für die Gründung der Zisterzienserabtei Rewley verwendete. Seine dritte Frau Beatrix von Falkenburg überlebte ihn. Sie starb 1277 und wurde nahe dem Herz ihres Mannes im Chor der Franziskanerkirche von Oxford beigesetzt.

## Nachkommen
Mit seiner ersten Frau Isabella Marshal hatte Richard mindestens drei Söhne und eine Tochter:
- John (* 31. Januar 1232; † 22. September 1232)
- Isabella  (* um 9. September 1233; † 6. Oktober 1234)
- Henry of Almain (* 2. November 1235; † 13. März 1271)
- Nicholas von Cornwall (*/† um 17. Januar 1240)

Mit seiner zweiten Frau Sancha von der Provence hatte Richard mindestens zwei Kinder:
- Sohn (* Juli 1246; † 15. August 1246)
- Edmund, 2. Earl of Cornwall (* 26. Dezember 1249; † vor 25. September 1300)

Die dritte Ehe mit Beatrix von Falkenburg blieb kinderlos. Damit war Edmund aus seiner zweiten Ehe das einzige Kind aus seinen drei Ehen, das Richard überlebte und so sein Erbe wurde. Daneben hatte Richard mindestens ein, vermutlich noch mehrere uneheliche Kinder, darunter Richard of Cornwall, der während des Schottischen Unabhängigkeitskriegs 1296 bei der Belagerung von Berwick fiel.

## Ansehen und Nachwirkung
Schon bei seinen Zeitgenossen hatte Richard nur ein mäßiges Ansehen. 1227, 1233 und 1238 hatte er sich mit Baronen gegen seinen Bruder verbündet, doch jedes Mal verriet er seine Verbündeten, wenn seine Beschwerden zu seinem Vorteil beigelegt worden waren. Deshalb galt er in England als Trickser und Betrüger, der seine Verbündeten im Stich ließ. Auch in Cornwall selbst hatte er offenbar nur ein geringes Ansehen, denn während des Zweiten Krieges der Barone und während seiner Gefangenschaft erhielt er von dort nur geringe Unterstützung. Dazu wurde er als Frauenheld und wegen seiner Gier nach Reichtum verspottet, wobei er auch als gewalttätiger Unterdrücker der armen Bevölkerung galt. Die Kürze und der weitgehend kampflose Verlauf seines Kreuzzugs von 1240 führten mit dazu, dass die Chronisten ihn weniger als Militär, sondern eher als Vermittler, aber auch als begabten Intriganten sahen. Als Schlichter und Vermittler von Konflikten anderer war Richard zu seiner Zeit unerreicht. Immer wieder konnte er Konflikte zwischen Baronen und dem König schlichten, und auch bei Streitigkeiten zwischen Baronen oder Geistlichen diente er häufig als Vermittler. An diesem Bild änderte sich auch nichts, als er 1264 einer der wichtigsten Befürworter für eine kriegerische Lösung des Konflikts mit den Baronen war. Obwohl Richard im Rheinland ein geachteter König war, brachten die zeitgenössischen deutschen Chronisten für sein Königtum kein Verständnis auf. Seine Herrschaft blieb auch während seiner Reisen nach Deutschland schwach, denn wichtige Städte wie Worms und Speyer öffneten ihm nur die Tore, da Alfons von Kastilien nie nach Deutschland kam. Sie erklärten jedoch ausdrücklich, dass sie einen anderen König anerkennen würden, sobald dieser vom Papst bestätigt würde. Damit war Richards Versuch, sein Königtum in Deutschland durchzusetzen, gescheitert. Es hinterließ auch keine größeren Nachwirkungen in den Beziehungen zwischen England und dem römisch-deutschen Reich. Nach seinem Tod kam es in Deutschland zu einem Kampf um den Thron zwischen Ottokar von Böhmen und Rudolf von Habsburg. Durch diese Kämpfe wurde die Erinnerung an seine Herrschaft vermischt mit Kämpfen und einer schwachen Herrschaft in einer kaiserlosen Zeit, so dass sie von den Anhängern des siegreichen Hauses Habsburg bewusst dem Interregnum zugerechnet wurde. Erst ab dem Ende des 19. Jahrhunderts sahen deutsche Historiker Richards Königtum differenzierter und positiver. Björn Weiler befand, dass vor allem der vierte Deutschlandzug von Richard die Herrschaft von Rudolf von Habsburg vorbereitet habe.